# Hotel Mercure Poznań Centrum
Hotel Mercure Poznań Centrum – hotel mieszczący się w Poznaniu, na terenie Jeżyc, przy ul. Roosevelta 20. Pierwszy okazały obiekt hotelowy wzniesiony w Poznaniu po II wojnie światowej. 

## Historia
Hotel został wzniesiony w latach 1961–1964 dla Orbisu, według projektu Jana Cieślińskiego, Henryka Grochulskiego i Jana Węcławskiego, głównie dla potrzeb najważniejszych gości Międzynarodowych Targów Poznańskich, pod nazwą Hotel Orbis Merkury. W momencie otwarcia było w nim 650 miejsc noclegowych w pokojach jedno i dwuosobowych oraz 500 miejsc gastronomicznych. 
Projekt obiektu wyłoniono w konkursie Miastoprojektu. Składa się z dwóch brył - niskiej (dwukondygnacyjnej) i wysokiej (hotelowej, dziewięciokondygnacyjnej). Całość posiada narys litery Y. Charakterystycznym elementem elewacji były, do czasu remontu, szachownicowo ułożone płaszczyzny płytek ceramicznych. Wyróżniające jest także zadaszenie przed głównym wejściem, o dynamicznym, rzeźbiarskim wydźwięku. Przy wejściu południowym umieszczona jest płaskorzeźba Ceramiczna ściana dekoracyjna autorstwa Andrzeja Matuszewskiego (1963). Nie zachował się natomiast zrealizowany dla hotelu cykl obrazów ceramicznych autorstwa Wandy Gosławskiej. Według Marcina Libickiego hotel Merkury jest wyjątkowo dobrym przykładem modernizmu i stanowi ozdobę Ronda Kaponiera.
Po 1989 obiekt został włączony do sieci Mercure i otrzymał nazwę Hotel Mercure Poznań. Obecnie zmodernizowany, po kontrowersyjnym architektonicznie remoncie wykonanym w latach 1999–2002 (autorzy: Andrzej Kurzawski, Wojciech Kolesiński, Mariusz Gramowski, Przemysław Woźny) pod nazwą Hotel Mercure Poznań Centrum.

## Galeria

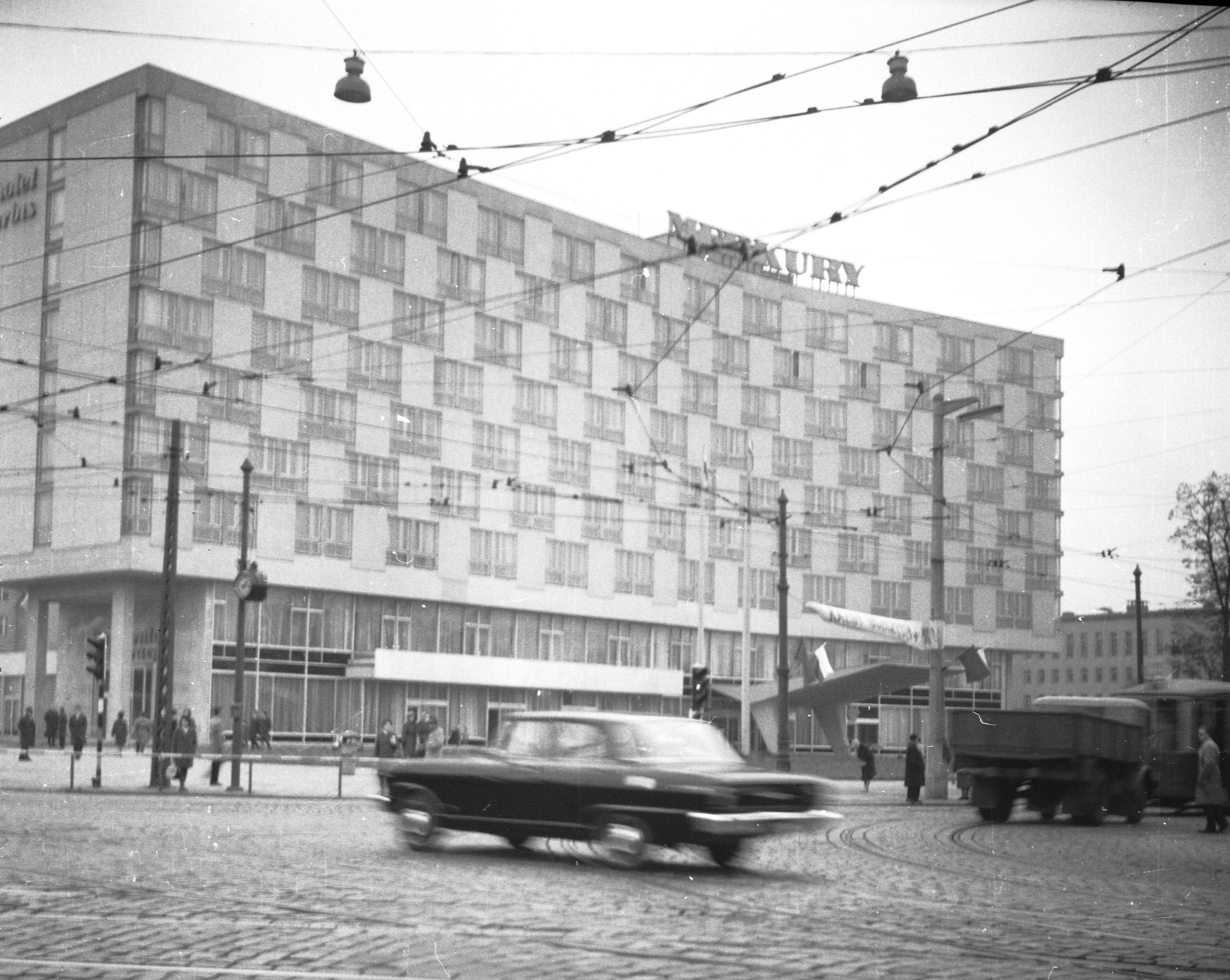
Widok na Hotel Merkury w 1964 od strony obecnego Ronda Kaponiera
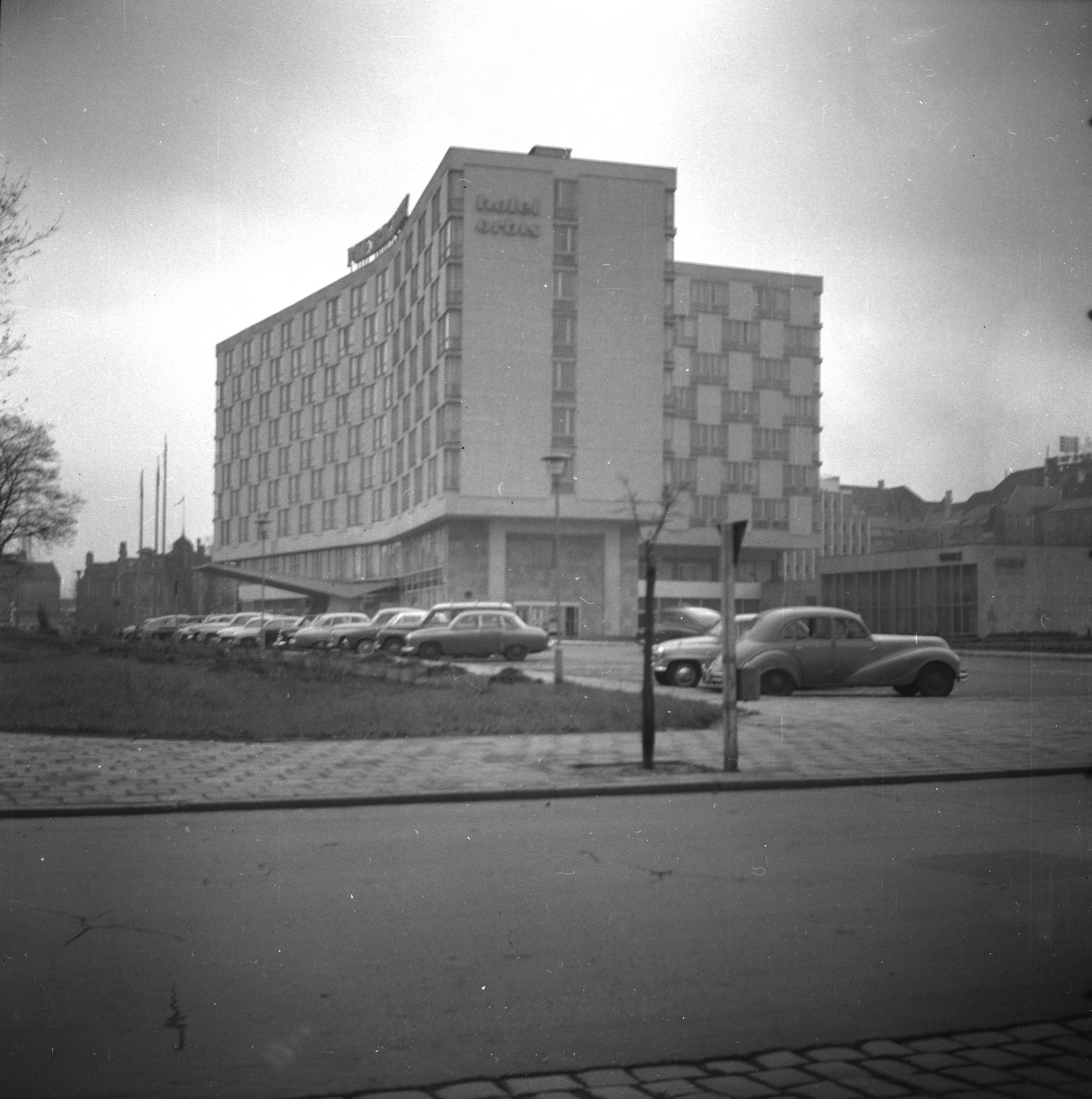
Widok na Hotel Merkury w 1964 od strony ul. Słowackiego
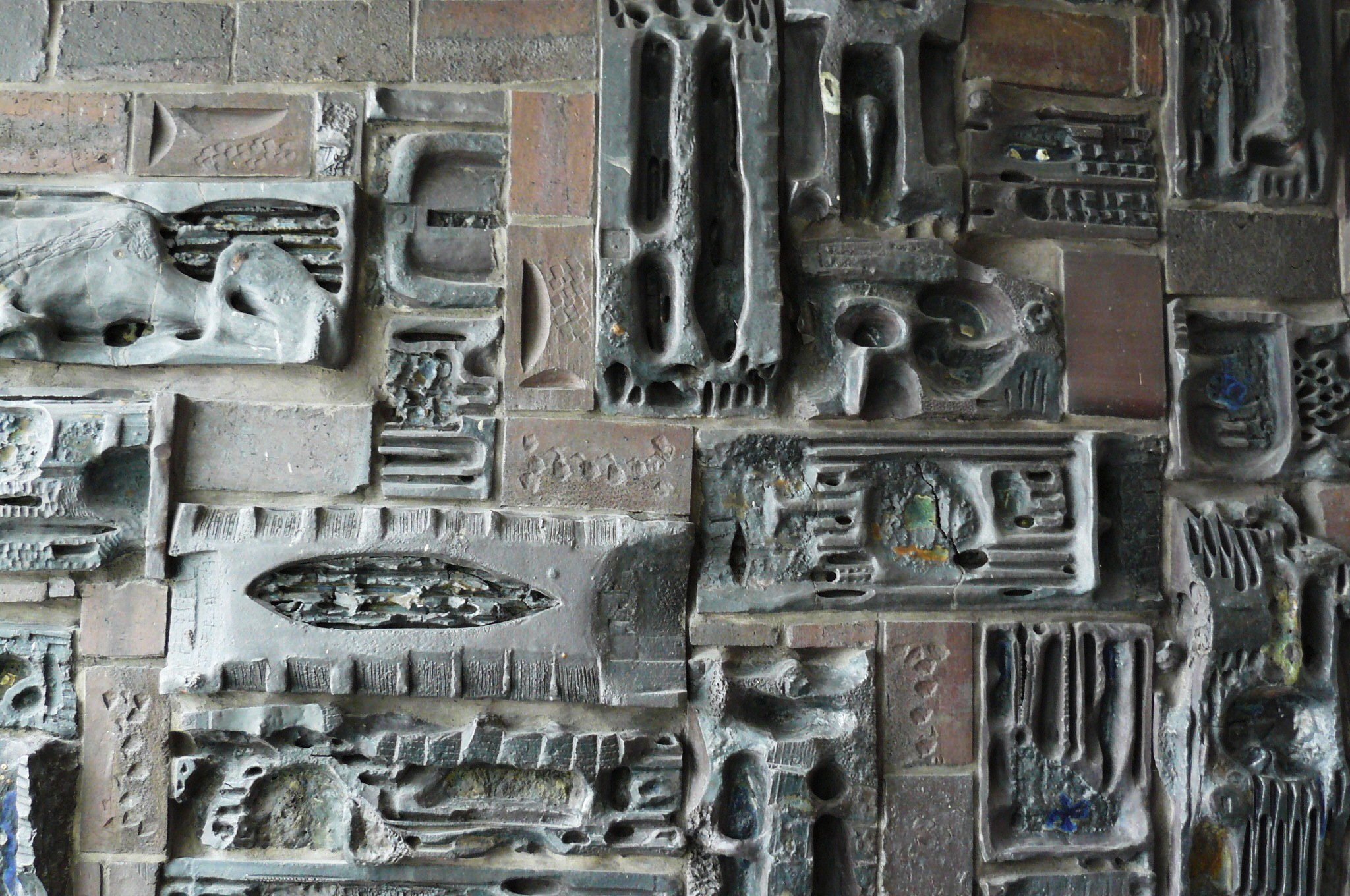
Andrzej Matuszewski, Ceramiczna ściana dekoracyjna (1963)